# La batalla del año
Battle of the Year: The Dream Team (en español: La batalla del año) es una película en 3D de drama musical dirigido por Benson Lee. La película se estrenó el 13 de septiembre de 2013 a través de Screen Gems y está protagonizada por Josh Holloway, Chris Brown, Alonso Laz, y Josh Peck. La batalla del año se basa en el documental de Lee de la competencia B-boying del mismo nombre y en un principio tenía el título de trabajo de Planet B Boy.

## Sinopsis
La película sigue a Dereck y Dante en su intento de formar un equipo B-boy que va a ganar la batalla del próximo año bajo la creencia de que el entrenamiento adecuado puede llevar a cualquier equipo a la victoria. Estos chicos combaten por conseguir su sueño, gracias a la ayuda de su entrenador, pero sus familias y la sociedad en general, no terminan de asimilar esto.
Viajan a Francia donde tendrán que enfrentarse a una dura competición con 18 equipos de naciones diferentes, llamada “La batalla del año”, sus habilidades y estilo se pondrán a prueba en esta difícil competencia.

## Reparto
- Josh Peck es Franklyn.
- Josh Holloway es Derrek.
- Chris Brown es Roostar.
- Laz Alonso es Dante.
- Caity Lotz es Stacy.
- Terrence Jenkins
- Weronika Rosati es Jolene.
- Alex Martin es Punk.
- Luis Rosado es Bambino.
- Keith Stallworth es Gatlin.
- Jesse Erwin es James.
- Ivan 'Flipz' Velez es Flipz.
- David Scheribman es Ani's.
- D-Trix es Drifter.